# Denis Verdini
Denis Verdini (Fivizzano, 8 maggio 1951) è un ex politico e imprenditore italiano, senatore della Repubblica Italiana dal 2013 al 2018.
È stato considerato politicamente molto vicino dapprima a Silvio Berlusconi (divenendo anche coordinatore del Popolo della Libertà), a Matteo Renzi ed in seguito a Matteo Salvini, mantenendo stretti legami con Antonio Angelucci.
È stato condannato in via definitiva a 6 anni per bancarotta nelle vicende del Credito Cooperativo Fiorentino, a 5 anni e 6 mesi per il fallimento della Società Toscana Edizioni ed a 3 anni e 10 mesi per il fallimento di un'impresa edile di Campi Bisenzio (FI), condanne che sta scontando nel carcere di Sollicciano.

## Biografia
Nato a Fivizzano in Toscana, da giovanissimo si trasferisce a Campi Bisenzio con la famiglia. Titolare di macellerie (si occupava soprattutto di importazione-esportazione), si laurea in scienze politiche all'Istituto Cesare Alfieri di Firenze (con Giovanni Spadolini di cui diventerà uomo di fiducia e vicino di casa) e si specializza come dottore commercialista, esercitando a lungo la professione insieme al fratello Ettore, prima di divenire nel 1991, grazie a un circolo di imprenditori fiorentini, presidente della Cassa Rurale e Artigiana di Campi Bisenzio, divenuta poi Credito Cooperativo Fiorentino (banca in orbita DC). Con lui triplicano i soci da 300 a 1 000, il capitale da 7 milioni sale a oltre 50 milioni di euro e la banca sbarca a Firenze con sette nuovi sportelli.
È assistente docente di "Storia delle dottrine economiche" alla Libera università internazionale degli studi sociali Guido Carli (Luiss) di Roma nell'anno accademico 1996-97. Cultore di storia economica, approfondisce gli studi su banca e moneta. Nel corso degli anni diventa azionista de Il Foglio, Il Giornale della Toscana e Metropoli. È anche socio di un ristorante a Campi Bisenzio.

## Carriera politica

### Dal PSI al PRI a Forza Italia
Consigliere di quartiere per il Partito Socialista Italiano a fine anni '80, diventa poi esponente del Partito Repubblicano Italiano di Spadolini nella Prima Repubblica. In occasione delle elezioni politiche del 1992 è candidato alla Camera nella circoscrizione Firenze-Pistoia, ma con 3 847 preferenze non viene eletto. Alle politiche del 1994 si ripresenta col Patto per l'Italia di Mariotto Segni, in quota Patto Segni (lista che accoglieva al suo interno i repubblicani), presentandosi nel collegio uninominale di Sesto Fiorentino, in cui ottiene il 14,61% dei voti senza venire eletto.
Dopo lo sfaldamento della coalizione centrista, aderisce a Forza Italia e si candida alle elezioni regionali toscane del 1995 nella lista Forza Italia-Polo Popolare (con candidato presidente Paolo Del Debbio), venendo eletto nella circoscrizione provinciale di Firenze, con 2.856 preferenze. Diventa vicepresidente del Consiglio regionale, membro della commissione Attività produttive e della commissione di Vigilanza.
Nel 1997 Verdini sostiene Giuliano Ferrara nella campagna elettorale per il seggio parlamentare del Mugello, elezione in cui, vigente il sistema maggioritario, Ferrara perde contro l'ex PM Antonio Di Pietro. Diventa poi socio al 15% de Il Foglio di Ferrara.
In vista delle elezioni regionali toscane del 2000 viene ventilata una sua candidatura alla presidenza della regione, ma Silvio Berlusconi (Forza Italia) e Gianfranco Fini (Alleanza Nazionale) gli preferiscono Altero Matteoli, poi risultato sconfitto da Claudio Martini. Verdini viene comunque eletto nella circoscrizione di Firenze con 7 166 preferenze e diventa vicepresidente del Consiglio regionale, membro della commissione Affari istituzionali e della commissione speciale Statuto.

### Parlamentare
Alle elezioni politiche del 2001 Verdini si candida alla Camera dei deputati, tra le liste di Forza Italia nella circoscrizione Toscana dov'è terzo in lista dopo Paolo Bonaiuti e Roberto Tortoli, venendo eletto deputato. Si dimette da consigliere regionale e al suo posto subentra il 4 luglio di quell'anno Paolo Marcheschi.
Alle elezioni regionali toscane del 2005 è eletto nella circoscrizione di Firenze per la lista di Forza Italia, sempre nel listino bloccato, ma poi rassegna le dimissioni da consigliere regionale per incompatibilità con la carica di parlamentare ed è sostituito da Angelo Pollina nella prima seduta consiliare del 5 maggio.
Alle elezioni politiche del 2006, indicato nel listino bloccato sempre senza preferenze, è riconfermato deputato della Repubblica al Parlamento Italiano per la XV Legislatura.
Dopo le elezioni politiche del 2008 è nominato Coordinatore Nazionale di Forza Italia. Gestisce la fusione del suo partito con Alleanza Nazionale. Nel 2009, dopo la nascita del Popolo della Libertà, è creato l'ufficio di Coordinatore Nazionale, ricoperto da tre persone: Verdini ne fa parte insieme ai ministri Sandro Bondi e Ignazio La Russa.
Il 16 novembre 2013, con la sospensione delle attività del Popolo della Libertà, aderisce a Forza Italia. Il 24 marzo 2014 diventa membro del Comitato di Presidenza di Forza Italia.

### Rottura con Berlusconi e sostegno al Governo Renzi
È stato il fautore del "patto del Nazareno" tra Berlusconi ed il segretario del PD Matteo Renzi riguardante una collaborazione sulle riforme costituzionali (titolo V e Senato "Camera delle Autonomie") e sulla legge elettorale Italicum, patto sancito il 18 gennaio 2014.

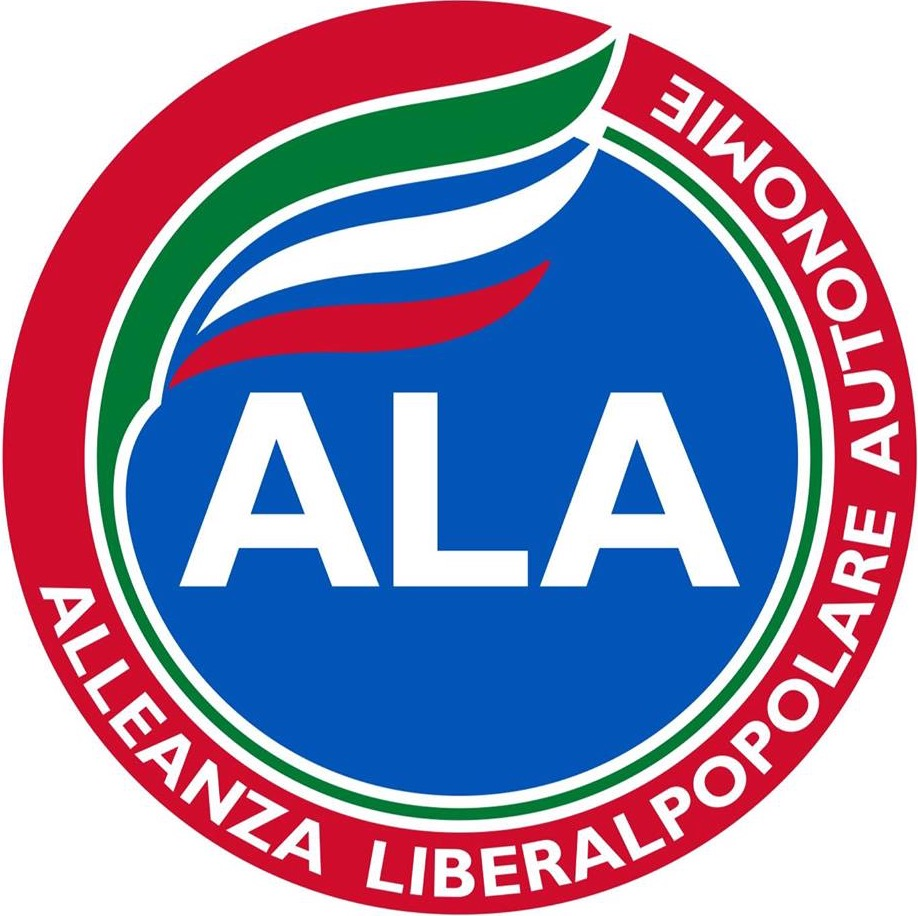
Logo del gruppo parlamentare "Alleanza Liberalpopolare-Autonomie" (ALA)

La fine del rapporto con Berlusconi è sancita con l'elezione di Sergio Mattarella come Presidente della Repubblica il 31 gennaio 2015; Verdini viene man mano allontanato dal cosiddetto "cerchio magico" di Berlusconi, composto da Mariarosaria Rossi, Francesca Pascale, Deborah Bergamini e Giovanni Toti. Il 23 luglio dello stesso anno, dopo aver pranzato con Berlusconi, annuncia la sua fuoriuscita da Forza Italia, ritenendosi troppo distante dalle politiche intraprese dal partito. Infine il 29 luglio presenta i nuovi gruppi parlamentari di Alleanza Liberalpopolare-Autonomie, dichiarando di voler sostenere il disegno di legge di riforma costituzionale promosso dal governo Renzi.
Il 14 luglio 2016, con l'adesione al gruppo ALA del viceministro dell'economia e delle finanze Enrico Zanetti (Scelta Civica), il gruppo di Verdini ha così un suo membro in rappresentanza nel governo.

### Sostegno al Governo Gentiloni
Dopo il referendum costituzionale del 2016, vinto dal fronte del NO, il governo Renzi si dimette e il Presidente della Repubblica Sergio Mattarella, dopo aver avviato un veloce giro di consultazioni, incarica il Ministro degli esteri Paolo Gentiloni di formare un nuovo esecutivo. Il premier incaricato accetta con riserva, avviando le sue personali consultazioni, e il 12 dicembre 2016 stila la lista dei ministri che porta al Quirinale. Nella lista non sono presenti esponenti del movimento politico di Verdini, il quale, insieme all'ex viceministro dell'economia e delle finanze Zanetti, non voterà la fiducia al nascente governo Gentiloni.
Il 26 ottobre 2017 Verdini ed il suo gruppo, insieme alla maggioranza e a parte del centro-destra, vota a favore del Rosatellum, la nuova legge elettorale.
Alle elezioni politiche del 2018 viene indicato come leader della lista "Partito Repubblicano Italiano - ALA", anche se non viene ricandidato al Parlamento. Inoltre ha affermato che alle medesime elezioni politiche ha votato il Partito Democratico alla Camera e Forza Italia al Senato.

### Dopo l'esperienza politica
Il 12 febbraio 2018 Verdini viene nominato presidente del ramo editoria del Gruppo Tosinvest, di proprietà dell’ex collega Antonio Angelucci. In seguito diviene editorialista del quotidiano romano Il Tempo. Nell’aprile 2019 Verdini lascia la presidenza della Tosinvest in contrasto con il figlio di Angelucci, concludendo anche la sua collaborazione con Il Tempo.

## Vita privata
Vive a Firenze e si è sposato due volte: il secondo matrimonio è stato contratto con Maria Simonetta Fossombroni (ex annunciatrice di TeleToscana, nonché segretaria di Spadolini). Ha tre figli: Diletta dal primo matrimonio, Tommaso, nato nel 1990 e Maria Francesca, nota come Francesca nata nel 1992 dal secondo. 
La primogenita, Diletta, è nota alle cronache per aver patteggiato una condanna per tentata truffa e falsità materiale, avendo millantato di essere avvocato ai danni di una cittadina rumena.
Il secondogenito è socio di Aldo Gucci, rampollo della maison di moda fiorentina, nel format di ristorazione PaStation, con due locali a Firenze e Roma, e di Fabio Pileri nella società di consulenze Inver srl. 
L'ultimogenita Francesca, produttrice cinematografica, è fidanzata con Matteo Salvini.

## Procedimenti giudiziari

### Violazione della legge elettorale
Nel 1992 avrebbe usato una carta della sua banca, che allora si chiamava ancora Cassa Rurale e Artigiana, per promuovere a soci e clienti della stessa la sua candidatura alla Camera dei deputati in vista delle elezioni politiche. Viene così messo sotto accusa per violazione della legge elettorale, ma il procedimento verrà archiviato.

### Violenza sessuale
Nel luglio 2001, appena eletto deputato, la PM Angela Pizzi chiede il rinvio a giudizio per lui con l'accusa di violenza sessuale per avere aggredito una cliente della sua banca, il Credito Cooperativo Fiorentino di Campi Bisenzio. Verdini si difende affermando che alle 15.30 del 6 dicembre 1999, il momento dell'aggressione, stava partecipando al funerale dell'ex presidente della banca Onorato Nannicini alla presenza di molti testimoni.
Nella primavera del 2000 aveva denunciato per estorsione il marito della donna che lo aveva minacciato con una pistola, chiedendogli del denaro: questi sostenne di non aver minacciato il politico, ma di avergli solo contestato le violenze alla moglie e, come risposta, il 1º giugno lo denuncia per ingiurie e diffamazione, mentre la moglie presenta la querela. Per la polizia e per la PM la violenza è compatibile con la partecipazione al funerale, ma di diverso avviso sono il GIP Antonio Crivelli, che il 26 luglio lo proscioglie dall'accusa, e la Procura Generale, che non presenta ricorso contro il proscioglimento. La Pizzi ed il procuratore della Repubblica Ubaldo Nannucci presentano ricorso.
Il 23 marzo 2002 la corte d'appello decide ugualmente per il processo a Verdini, con la PM che chiede una condanna a 3 anni e 5 mesi e l'avvocato della signora che chiede un risarcimento di 100 000 euro per danni morali. Il 22 novembre seguente Verdini viene assolto con formula piena dall'accusa di violenza sessuale perché "il fatto non sussiste", nonché da quella di molestie telefoniche.

### InchiestaP3
Nel maggio 2010 viene indagato dalla Procura di Roma in riguardo a un'inchiesta su un presunto comitato d'affari, la cosiddetta "cricca", che avrebbe gestito degli appalti pubblici in maniera illecita.
Il 23 luglio, in una lettera resa pubblica il 26 luglio, Verdini si dimette da presidente e consigliere del consiglio di amministrazione del Credito Cooperativo Fiorentino a causa dello scandalo P3 che lo vede coinvolto per corruzione e violazione della Legge Anselmi sulle società segrete. Verdini afferma: "Su di me scatenata una tempesta mediatica e queste accuse rischiano di gettare ombra sulla banca". Per solidarietà a Verdini si dimette dopo poche ore tutto il consiglio di amministrazione del credito. Alcuni politici, tra cui Fini, ne chiedono le dimissioni anche dagli incarichi politici.
Dall'inchiesta emerge che il 23 settembre 2009 avrebbe avuto luogo un incontro presso l'abitazione di Denis Verdini, incontro a cui avrebbero preso parte l'imprenditore e faccendiere Flavio Carboni, il senatore del Pdl Marcello Dell'Utri e il sottosegretario alla Giustizia, Giacomo Caliendo, i magistrati Antonio Martone e Arcibaldo Miller, oltre ad Arcangelo Martino e Raffaele Lombardi. In questa riunione si sarebbe delineata la strategia di persuasioni indebite da adottare sui giudici della Consulta intorno all'approvazione del lodo che il 7 ottobre seguente verrà poi bocciato perché ritenuto incostituzionale. Il leader dell'Italia dei Valori Antonio Di Pietro definisce la cupola che si sarebbe costruita attorno a Flavio Carboni una «nuova loggia massonica», con le stesse caratteristiche della vecchia loggia Propaganda 2. Pier Luigi Bersani, leader del Partito Democratico, chiede all'esecutivo di far luce sulla vicenda, mentre il senatore e capogruppo dell'UDC Giampiero D'Alia richiede l'intervento della Commissione parlamentare Antimafia.
Nell'agosto del 2011 la Procura di Roma annuncia di aver chiuso l'inchiesta P3.
Il 5 novembre 2014 Denis Verdini viene rinviato a giudizio per corruzione. Il processo prende il via il 5 febbraio 2015 davanti alla IX sezione penale.
Il 16 marzo 2018 Verdini è assolto dall'accusa di far parte dell’associazione, ma viene condannato a 1 anno e 3 mesi (e a una multa di 600 000 euro) per il solo finanziamento illecito al partito; per lui la Procura l'11 novembre 2016 aveva chiesto una pena a 4 anni.

### Terremoto dell'Aquila
Nel dicembre 2010 Verdini viene indagato con l'accusa di tentato abuso d'ufficio insieme all'imprenditore Riccardo Fusi riguardo a quattro appalti da 21 milioni di euro assegnati per la ricostruzione post-terremoto all'Aquila: il politico avrebbe favorito il Consorzio Federico II, nel quale era presente Fusi con tre imprenditori aquilani. Già nell'ottobre 2011 i due vengono prosciolti dal GUP perché il fatto non sussiste e il reato che veniva contestato era assente dai presupposti normativi, dopo che ad agosto la Camera aveva negato l'autorizzazione a utilizzare le intercettazioni riguardanti Verdini.

### InchiestaP4
Il 12 giugno 2012 la Giunta per le autorizzazioni della Camera dei deputati accorda ai magistrati di utilizzare le intercettazioni (34 in tutto) che coinvolgono Denis Verdini nell'ambito dell'inchiesta sulla P4. Il PdL è l'unico partito a votare contro.

### Credito Cooperativo Fiorentino
La Banca d'Italia, con delibera unanime del Direttorio del 20 luglio 2010, propone al Ministro dell'economia e delle finanze "la sottoposizione dell'azienda alla procedura di amministrazione straordinaria per gravi irregolarità nell'amministrazione e gravi violazioni normative". Con decreto del 27 luglio il Ministro dell'Economia dispone il commissariamento della banca. Il 14 agosto la Banca d'Italia contesta a Verdini un conflitto d'interessi pari a 60,5 milioni di euro per la banca di cui è stato amministratore. Nel marzo 2012 l'istituto, sottoposto dalla Banca d'Italia a liquidazione coatta amministrativa, cessa di esistere. Le attività sono acquisite da Chiantibanca, mentre le sofferenze sono acquisite dal fondo nazionale di garanzia delle Bcc.
Il 14 marzo 2013 i PM di Firenze chiedono il rinvio a giudizio per Verdini per il procedimento sulla gestione del Credito Cooperativo Fiorentino.
Nel luglio 2014 il GUP di Firenze Fabio Frangini accoglie la richiesta dei PM. Viene fissata la prima udienza per il 21 aprile 2015. Verdini dovrà rispondere per truffa ai danni dello Stato.
Il 23 luglio 2015 viene rinviato a giudizio dal GUP di Firenze nell'ambito di un procedimento in cui viene ipotizzata la bancarotta fraudolenta per il fallimento di un'impresa edile di Campi Bisenzio che aveva un debito di 4 milioni di euro con il Credito cooperativo fiorentino presieduto da Verdini. La prima udienza del processo si terrà il 13 ottobre.
Il 2 marzo 2017, per il fallimento della banca, in primo grado viene condannato a 9 anni di reclusione e all'Interdizione perpetua dai pubblici uffici.
Il 3 luglio 2018 in appello viene condannato a 6 anni e 10 mesi; è stata riconosciuta una continuazione tra il reato di bancarotta per la banca e la parte del processo riguardante l’editoria e la procura generale, inoltre, aveva contestato il reato di associazione a delinquere a Verdini, che per quell'accusa era già stato assolto in primo grado. Lo stesso Verdini in aula, alla fine dell'arringa dei suoi difensori, aveva detto: “Non è vero che volevo far fallire la banca. Io ho dato tutto per quella banca. Ho preso le ceneri di una piccola banca e l’ho fatta sviluppare, trasformandola in una comunità. Persone con cui sono nato e cresciuto, e che sono morte prematuramente, in questo processo sono state sbatacchiate dagli eventi”.
Il 3 novembre 2020 Verdini viene condannato in via definitiva a 6 anni e mezzo di reclusione per bancarotta, mentre per altri 4 mesi di pena vengono prescritti i reati di truffa allo Stato sui contributi all’editoria. La stessa sera si presenta ai cancelli del carcere romano di Rebibbia per costituirsi. Il 29 gennaio 2021 gli vengono concessi temporaneamente gli arresti domiciliari per motivi di salute a causa della grave situazione in cui versa il carcere di Rebibbia dopo il forte incremento dei casi da Covid-19 registrato nelle ultime settimane.
Per un'altra vicenda relativa al fallimento di un’impresa edile in rapporti con la banca, Verdini nel giugno dello stesso anno viene condannato in appello a 3 anni e 10 mesi per bancarotta, condanna confermata poi in Cassazione.
Il 27 febbraio 2024 torna in carcere per aver violato gli arresti domiciliari usando false visite dal dentista come alibi quando in realtà avrebbe partecipato a delle cene in alcuni ristoranti romani con il figlio Tommaso e alcuni dirigenti dell'Anas; Verdini dovrà scontare nel carcere di Sollicciano (Firenze) ancora 8 anni per un cumulo di pena.

### Immobile in via della Stamperia
Il 12 dicembre 2012 viene rinviato a giudizio con l'accusa di finanziamento illecito e truffa aggravata: la società Estate 2, amministrata dal senatore amico Riccardo Conti, il 31 gennaio 2011 di quell'anno avrebbe acquistato un immobile in via della Stamperia, in centro a Roma, per 26 milioni di euro dal Fondo Omega di Intesa Sanpaolo per poi rivenderlo poche ore dopo all'Enpap di Angelo Arcicasa, anch'esso indagato, generando così una plusvalenza sospetta di 18 milioni. 
Il 22 novembre 2014 i tre vengono rinviati a giudizio.
Il 5 luglio 2018 la Procura di Roma chiede 2 anni di reclusione per Verdini.

### Settemari e Toscana Edizioni
Nell'aprile 2013, nell'ambito di un'inchiesta per truffa per una presunta indebita percezione di fondi per l'editoria, la Procura della Repubblica di Firenze emette un'ordinanza attraverso la quale la Guardia di Finanza sequestra beni per 12 milioni di euro alla società Settemari di Verdini, Massimo Parisi e altre persone.
Nel novembre 2021 Verdini e altri, per i contributi ricevuti dalla Toscana Edizioni, sono condannati per danno erariale dalla Corte dei Conti al pagamento di 4 808 213,75 euro in solido tra loro e in favore della Presidenza del Consiglio. Invece, per i contributi ricevuti dalla Settemari, vengono condannati a rifondere in solido tra loro 3 846 507 euro "a titolo di responsabilità principale dolosa".

### Appalto della Scuola Marescialli
In relazione alle presunte irregolarità legate all'appalto per la Scuola Marescialli di Firenze, vengono prima arrestati nel 2010 e poi condannati nel 2012 il provveditore delle opere pubbliche della Toscana Fabio De Santis (3 anni e 8 mesi), il presidente del consiglio dei lavori pubblici Angelo Balducci (3 anni e 8 mesi), l'avvocato Guido Cerruti e l'imprenditore Francesco Maria De Vito Piscicelli (2 anni e 8 mesi), mentre le posizioni di Verdini e dell'imprenditore della Btp Riccardo Fusi sono stralciate. Verdini si sarebbe attivato affinché Fusi venisse aiutato nei suoi affari e De Santis nominato provveditore con l'aiuto dell'allora Ministro delle Infrastrutture e dei Trasporti Altero Matteoli.
Il 9 aprile 2014 il Senato dà l'autorizzazione all'uso delle intercettazioni riguardanti Verdini, che il 19 novembre seguente viene rinviato a giudizio dal GIP Cinzia Parasporo per concorso in corruzione.
Il processo inizia il 10 aprile 2015 davanti ai giudici della VII sezione penale del tribunale di Roma.
Il 17 marzo 2016 Verdini viene condannato a 2 anni di reclusione, con pena sospesa, per concorso in corruzione. Pochi mesi dopo il processo si conclude con la prescrizione.

### Società Toscana Edizioni
Il 25 novembre 2014 viene indagato dalla Procura di Firenze, insieme al collega Massimo Parisi, con l'accusa di bancarotta fraudolenta in riguardo al fallimento della Società Toscana Edizioni, debitoria nei confronti del Credito Fiorentino di Verdini, avvenuto nel febbraio 2014: i due esponenti politici nel 2005 si sarebbero appropriati di 1,3 milioni di euro della società vendendo le quote della Nuova Toscana Editrice, controllata da loro al 40% e con un capitale di 62 000 euro. Vengono messi sotto inchiesta anche i vertici di allora della Toscana Edizioni. Questo processo è collegato ad altri due processi riguardanti Verdini, quello del Credito Fiorentino con 20 milioni di euro di contributi a Il Giornale della Toscana e quello della P3 con Flavio Carboni e altre due persone che nel 2009 versarono 800 000 euro alla Nuova Toscana Editrice per rilevare delle quote.
Il 18 aprile 2016 viene rinviato a giudizio con l'accusa di bancarotta fraudolenta. L'11 aprile 2018 il PM Turco chiede una condanna a 3 anni per Verdini e 2 per Parisi. Il 13 settembre seguente il Tribunale di Firenze lo condanna però a 5 anni e mezzo con interdizione perpetua dai pubblici uffici; 5 anni invece per Parisi.
Nel maggio 2022 la Corte d’appello di Firenze conferma la condanna per i due. Nel novembre 2023 la Cassazione conferma la condanna a Verdini a 5 anni e mezzo per il fallimento della Ste.

### Appalti Consip
Il 27 settembre 2021 il GUP del Tribunale di Firenze condanna Verdini, in rito abbreviato, alla pena di un anno per turbativa d'asta, in uno dei filoni dell'inchiesta CONSIP.

### Loggia Ungheria
Nell'ottobre 2021 viene indagato dalla procura di Perugia con l’accusa di “violazione della legge sulle associazioni segrete” (legge Anselmi) in relazione al caso della “Loggia Ungheria”, sulla base delle dichiarazioni dell'avvocato Piero Amara, secondo il quale Verdini avrebbe deciso la nomina di Claudio Descalzi al vertice dell’Eni e gli avrebbe presentato diverse persone appartenenti alla loggia segreta, che sarebbe stato un gruppo segreto formato da politici, magistrati e personaggi pubblici. Verdini viene interrogato da Raffaele Cantone, al quale nega di aver fatto parte della loggia e di aver lavorato per la nomina di Descalzi, raccontando che a presentargli Amara era stato il deputato Francesco Saverio Romano e che l'avvocato gli aveva proposto di importare da una compagnia di Dubai dell'olio di palma che avrebbe dovuto sostituire il petrolio nelle centrali dell’Eni, società per cui lavorava, di Gela e Venezia. Verdini e altri verranno archiviati nel settembre 2023 dal GIP di Perugia, su richiesta della stessa Procura, poiché la loggia non è mai esistita.

### Appalti Anas
Il 28 dicembre 2023 viene indagato dalla Procura di Roma in un caso di illecito in commesse Anas, mentre vengono messi agli arresti domiciliari cinque imprenditori tra i quali il figlio Tommaso e Fabio Pileri, soci nella Inver srl, una società attiva nel lobbing che si occupa di consulenze ad aziende che partecipano a gare d’appalto per lavori pubblici. La società in questione avrebbe ottenuto da alcuni imprenditori denaro in cambio di appalti da manager Anas compiacenti i quali avrebbero ottenuto promozioni tramite Tommaso Verdini grazie alle entrature politiche del padre con la Lega del genero Matteo Salvini; nelle intercettazioni vengono difatti menzionati Federico Freni (sottosegretario all'economia) ed Edoardo Rixi (viceministro alle infrastrutture) seppur non indagati.